# Crowlin Islands
Crowlin Islands är öar i Storbritannien.   De ligger i kommunen Highland och riksdelen Skottland, i den nordvästra delen av landet, 700 km nordväst om huvudstaden London. Arean är 3,0 kvadratkilometer. Där finns sju öar i gruppen: Eilean Mòr, Eilean Meadhonach och Eilean Beag.
Terrängen på Crowlin Islands är platt. Öns högsta punkt är 107 meter över havet. Den sträcker sig 2,2 kilometer i nord-sydlig riktning, och 2,0 kilometer i öst-västlig riktning.  Trakten runt Crowlin Islands består i huvudsak av gräsmarker.